# Piotr Szwedes
Piotr Szwedes (ur. 5 sierpnia 1968 w Lidzbarku Warmińskim) – polski aktor filmowy, telewizyjny i teatralny, prezenter telewizyjny.

## Życiorys

### Wczesne lata
Urodził się w Lidzbarku Warmińskim. Jako uczeń szkoły podstawowej chciał być policjantem, zafascynowany w tamtym okresie kryminałami autorstwa Agathy Christie i Arthura Conana Doyle’a czy serią opowiadań Ewa wzywa 07. Kiedy był uczniem Zespołu Szkół Ogólnokształcących im. Kazimierza Jagiellończyka w Lidzbarku Warmińskim, chciał być prawnikiem i po maturze zdawał na prawo. Przez jakiś czas uczęszczał do Studium Nauczycielskiego i uczył się w Technikum Hotelarskim w Mrągowie. W 1992 ukończył studia na Wydziale Aktorskim Państwowej Wyższej Szkoły Filmowej, Telewizyjnej i Teatralnej im. Leona Schillera w Łodzi.

### Kariera teatralna

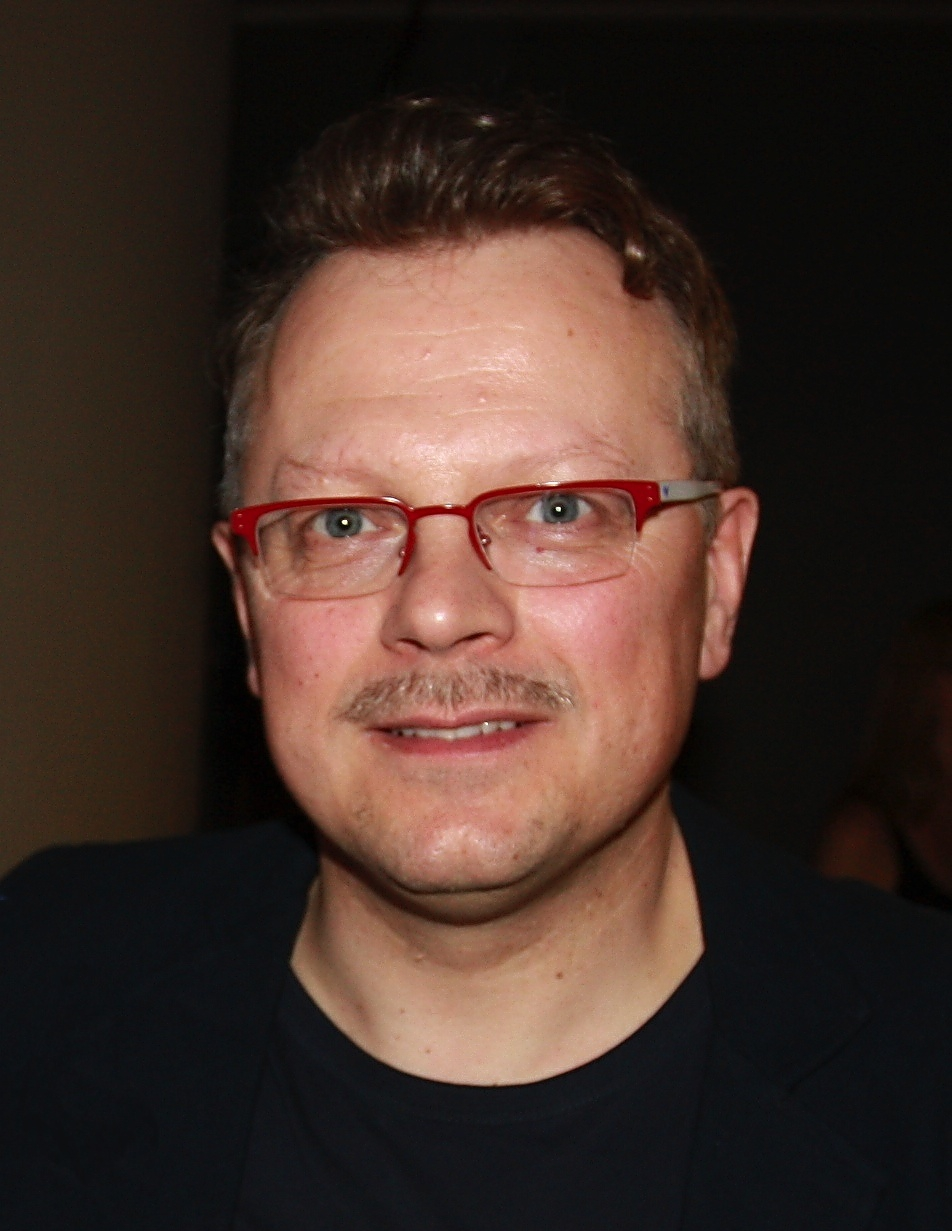
Szwedes (2014)

W okresie nauki w technikum był związany z grupą teatralną „Artefakt” w Młodzieżowym Domu Kultury i poznał Wojciecha Malajkata. W 1992 otrzymał wyróżnienie jury i nagrodę Tonsilu na X Ogólnopolskim Przeglądzie Spektakli Dyplomowych Szkół Teatralnych w Łodzi za rolę Pana Martina w spektaklu Eugène’a Ionesco Łysa śpiewaczka w reżyserii Ewy Mirowskiej. Występował w łódzkim Teatrze Studyjnym’83 oraz w warszawskich teatrach: Studio (1991–1992), Ochoty (1993–1993, 1997–1998, 2000), Na Woli (1995, 1998, 2000), Scena Prezentacje (1995), Nowy, Komedia (2003–2006), Bajka i Kamienica. W latach 2009–2015 był etatowym aktorem Teatru Syrena, gdzie grał w przedstawieniach w reż. Wojciecha Malajkata – kryminale Agaty Christie Pajęcza sieć (2008) i czarnej komedii Łup (2009) w roli Dennisa, a także w sztuce Stephena Kinga Skazani na Shawshank (2011) jako Stammas.
W 2008 wyreżyserował przedstawienie impresaryjne Marii Czubaszek Przepraszam, czy tu straszy?. W teatrze tm wystąpił jako Szatan w sztuce Eksperyment Adam i Ewa (2010) na podstawie Pamiętników Adama i Ewy Marka Twaina w reżyserii Tomasza Mędrzaka.
Jest producentem spektakli teatralnych, które tworzy w ramach założonej przez siebie Kompanii Teatralnej.

### Kariera ekranowa
Po udziale w niemieckim miniserialu przygodowo-komediowym fantasy Stella Stellaris (1994) z udziałem Krystyny Feldman i telewizyjnej adaptacji powieści Aleksandra Dumasa Dama kameliowa (1994) w reżyserii Jerzego Antczaka zagrał w filmie Krzysztofa Zanussiego Cwał (1995) u boku Mai Komorowskiej i główną rolę u boku Krystyny Jandy w filmie Krzysztofa Zanussiego Niepisane prawa (1996). We francusko-polskim dramacie telewizyjnym Doktor Semmelweis (Docteur Semmelweis, 1995) zagrał studenta profesora Kleina.
Popularność zawdzięcza roli maturzysty Roberta „Prymusa” Ratackiego w filmie sensacyjnym Jarosława Żamojdy Młode wilki (1995) i Tomka Gabriela w serialu TVP2 Złotopolscy (1998–2009). Użyczył głosu Judaszowi w polskiej wersji filmu animowanego Spotkanie z Jezusem (Miracle Maker, 2000). Wystąpił w teledysku Krzysztofa „K.A.S.Y.” Kasowskiego do piosenki „Zostań po koncercie” (2003).
Prowadził programy: Jazda kulturalna i Załóż się (2006) dla TVP2 oraz teleturnieje TVN: We dwoje (2002–2003) i Ciao Darwin (2004–2005). Uczestniczył w pierwszej edycji programu Polsatu Jak oni śpiewają (2007) i 11. edycji programu TVN Taniec z gwiazdami (2010).

## Życie prywatne
Żonaty z Anną. Mają troje dzieci: Martynę, Zuzannę i Szymona.
Od 2002 organizuje koncerty charytatywne Gwiazdozbiór Piotra Szwedesa na rzecz szpitala w Lidzbarku Warmińskim.

## Filmografia
- 1994: Stella Stellaris

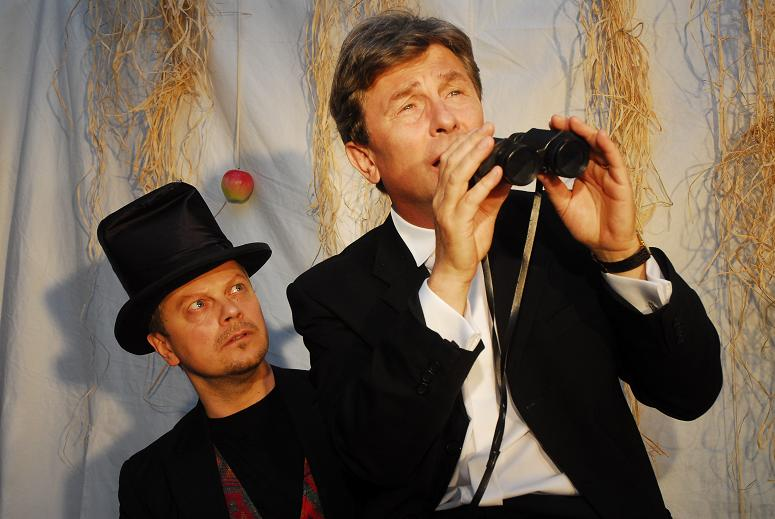
Szwedes i Tomasz Mędrzak w trakcie spektaklu Eksperyment Adam i Ewa w teatrze tm (2010)

- 1994: Dama Kameliowa − mężczyzna obserwujący grę w karty
- 1995: Nic śmiesznego − operator na planie filmu Klęska
- 1995: Młode wilki − Robert Ratacki „Prymus”
- 1995: Doktor Semmelweis − student profesora Kleina
- 1995: Cwał − Dominik
- 1996: Opowieści weekendowe: Niepisane prawa − Czarek, kierowca Haliny
- 1996: Nocne graffiti − kierowca Koślickiego
- 1997–2010: Złotopolscy − Tomek Gabriel
- 1997: Prostytutki − Eryk, były mąż Uli
- 1998: Gwiezdny pirat − Marek Kosociński, wychowawca klasy z Legnicy
- 1999: Wrota Europy − Smagły
- 1999: Lot 001 − kadet (odc. 3 i 8)
- 2000: Dom − Marek Kotys, narzeczony Majki (odc. 21 i 22)
- 2004–2009: Na Wspólnej − Maciej Romani
- 2012–2013: Pierwsza miłość − Podolski, dyrektor liceum ogólnokształcącego
- 2009: Plebania − Albert Kręcina
- 2010: Optymista − prezes
- 2010: Ojciec Mateusz − Łukasz Raczek (odc. 34)
- 2011: Unia serc − właściciel elektrowni (odc. 6)
- 2012: Na dobre i na złe − Bogdan Kraśny (odc. 475)
- 2012: Hotel 52 − Wiktor Rowicki (odc. 73)
- 2013: Komisarz Alex − Mikołaj Rudnicki (odc. 31)
- 2013: Ojciec Mateusz − Jerzy Kęcik (odc. 131)
- 2014: Prawo Agaty − Paweł Struzik (odc. 56)
- 2016: Bodo − dyrektor Jerzy Boczkowski (odc. 5 i 6)
- 2017: Ojciec Mateusz − Wrona (odc. 221)
- 2017: Pod wspólnym niebem − Bożydar Kapulecki
- 2019: W rytmie serca – Skowron, naczelnik Wydziału Dochodzeniowo-Śledczego Komendy Stołecznej Policji (odc. 49)

## Dubbing
- 1989–1991: Babar
- 1992–1999: Niegrzeczni faceci − Tony
- 1995: Pocahontas − Kokoum
- 2000: Spotkanie z Jezusem − Judasz
- 2002: 8. Mila − Wink
- 2005: Jan Paweł II

## Nagrody
- 1992: Wyróżnienie i nagroda „Tonsilu” na X Ogólnopolskim Przeglądzie Spektakli Dyplomowych Szkół Teatralnych w Łodzi
- 2018: Nagroda dla najlepszego aktora na Ogólnopolskim Festiwalu Teatralnym w Słupsku za rolę Harego Jo w spektaklu Hiszpańska mucha Jamesa Lee Astora w reż. Jakuba Przebindowskiego i rolę Paula w spektaklu Kłamstwo Floriana Zellera w reż. Wojciecha Malajkata
- 2018: Nagroda Jury na VII Ogólnopolskim Festiwalu Teatrów „Sztuka plus Komercja” w Siedlcach za role w spektaklach Kłamstwo i Hiszpańska mucha